# Energuia
Pour les articles homonymes, voir Energia (homonymie).
Energuia (en russe : Энергия ; litt. « Énergie ») est un lanceur spatial super lourd développé dans les années 1970 par l'Union soviétique capable de placer en orbite basse une masse de 105 tonnes, que ce soit des satellites, des stations spatiales, ou les navettes spatiales soviétiques. Il s'agit toujours aujourd'hui [Quand ?] du deuxième lanceur de l'histoire avec la plus grande  capacité après la Saturn V, ainsi que celui développant la poussée la plus importante, après la N1. Energuia n'a volé que deux fois, avec succès, en mai 1987 et en novembre 1988, avant que le lanceur soit mis à la retraite prématurément du fait de l'effondrement de l'Union soviétique. Le lanceur est composé de quatre blocs latéraux à ergols liquides, et d'un étage central pour lequel les ingénieurs soviétiques ont développé le premier moteur du pays à fonctionner grâce à des ergols cryotechniques.
Le développement du lanceur est approuvé comme réponse au projet d'utilisations militaires de la navette spatiale américaine. Néanmoins au moment du premier vol du lanceur, les plans américains ne prévoient plus d'utiliser la navette américaine comme vecteur de leur programme spatial militaire, rendant de ce fait Energuia sans objectif précis. Le coût exorbitant des premiers exemplaires du lanceur dans un pays alors économiquement exsangue amèneront les dirigeants soviétiques à mettre en pause le programme de lanceur Energuia ainsi que celui de la navette Bourane. Le dernier exemplaire construit du lanceur est détruit en 2002 par l'effondrement de son hangar de stockage.
Le programme Energuia/Bourane dans son ensemble fut le plus coûteux de l'histoire derrière le programme Apollo, et celui ayant mobilisé le plus de personnes pour sa réalisation, devant le programme Apollo. Certains éléments du programme sont toujours utilisés sur des lanceurs actuels, mais la majorité des composants développés pour le lanceur furent abandonnés à l'arrêt du programme au début des années 1990.

## Historique

### Contexte
Dès le début des années 1970, l'agence spatiale américaine, la NASA, décide de développer une navette spatiale dans le but d'abaisser drastiquement les coûts de mise en orbite de charges utiles. En effet, le programme Apollo et ses lanceurs Saturn sont particulièrement coûteux et complexes, et les États-Unis traversent alors une période de récession économique. La navette spatiale, à travers la réutilisation de l'orbiteur et des propulseurs latéraux doit permettre de réaliser d'importantes économies, mais même avec cet objectif pourtant très attrayant pour le Congrès américain, la NASA ne parvient à décrocher le budget élevé nécessaire que grâce à l'appui des militaires qui ont été séduits par les potentialités du concept de la navette.
Or dans un contexte de Guerre Froide entre l'Union soviétique et les États-Unis, les responsables soviétiques redoutent que ce véhicule ne procure aux américains un avantage décisif dans le secteur militaire. Le pays dispose à l'époque de tout une gamme de lanceurs, allant des lanceurs légers (Cosmos, Tsyklon), aux lanceurs moyens (Vostok, Voskhod, Molniya, Soyouz) et aux lanceurs lourds (Proton, N1). Ces fusées sont à l'époque très peu coûteuses et produites en très grande quantité, l'argument économique, motivation première de la NASA pour la réalisation de la navette, n'influe donc aucunement dans le choix des soviétiques de s'intéresser à ce type de véhicule.
Dès le 27 novembre 1970, le Comité central du Parti communiste publie un décret ordonnant le début des études sur la réalisation d'un véhicule aux capacités similaires. En avril 1972, les grands responsables du programme spatial soviétique rendent leur rapport. Selon eux, l'utilisation d'un lanceur de type navette spatiale n'est pas économiquement rentable, et le besoin pour les soviétiques de ramener des satellites au sol serait inexistant. Néanmoins, les dimensions immenses de la soute de la navette américaine inquiètent les responsables soviétiques. Elle serait en effet capable de désorbiter des stations spatiales de type Almaz ou Saliout. Moscou va donc charger les différents constructeurs soviétiques de lui proposer des vaisseaux permettant de rivaliser avec elle. Parmi les projets d'utilisation de lanceurs comme la N1 ou de Proton, c'est finalement la proposition de Valentin Glouchko qui sera retenue.
Il s'agit à l'époque d'une simple copie de la navette spatiale américaine, aux capacités et à l'architecture similaire, projet dénommé « Буран » en russe, soit Bourane (N.B. : à ne pas confondre avec la future navette spatiale du même nom), qui se compose d'un lanceur et d'une navette spatiale, alors dénommée OS-120. Deux uniques différences opposent alors les projets américains et soviétiques. Le lanceur soviétique est alors composé de quatre blocs latéraux à ergols liquides, là où la navette américaine dispose de deux propulseurs solides, cette différence s'expliquant par le fait que les soviétiques ne disposent alors d'aucune expérience dans la réalisation de propulseurs à poudre d'une telle taille, mais maîtrisent très bien le couple kérosène/oxygène, déjà utilisé sur le lanceur Soyouz. Enfin, la navette OS-120 était équipée de deux petits propulseurs à poudre chargés de l'éloigner du lanceur en cas d'échec lors du vol, ce dont la navette américaine était dépourvue. À ce moment, le lanceur alors dénommé Grom (« Гром » en russe), n'était propulsé que par ses blocs latéraux, la navette OS-120 étant équipée de trois moteurs, tout comme l'architecture américaine. Néanmoins, le 29 juillet 1975, ce programme jugé trop complexe est abandonné, tout comme la navette OS-120 et le lanceur Grom.
Dès le début de l'année 1976, une nouvelle architecture est proposée par Valentin Glouchko, qui est devenue très différente de celle de la navette spatiale américaine. Le lanceur, désormais nommé Energuia (« Энергия » en russe), a été lourdement modifié. C'est désormais lui qui se chargera de la phase propulsive du décollage à la séparation de la navette. Cette navette justement sera dépourvue de moteurs atmosphériques, à la manière d'une navette américaine sans moteurs RS-25. L'étage central sera propulsé par quatre RD-0120, brûlant de l'hydrogène liquide et de l'oxygène, une première pour l'Union soviétique. Les quatre blocs latéraux resteront similaires à l'ancien projet Grom, mais seront toutefois rassemblés par paires de chaque côté du lanceur. Ce changement d'architecture fut décidé pour plusieurs raisons. Energuia permet d'avoir une composition bien plus simple que la navette spatiale américaine, et sera donc un lanceur plus sûr. Les autorités soviétiques savaient que leur future navette ne serait pas rentable économiquement par rapport à l'utilisation de lanceurs lourds classiques comme Proton. Afin de limiter les pertes, cette architecture fut conçue pour qu'Energuia puisse également envoyer d'autres charges utiles que Bourane, comme les stations spatiales militaires Skif, des satellites très lourds ou encore des missions d'exploration du Système Solaire. En effet avec un lanceur si puissant, il devient possible d'envoyer des missions de plusieurs dizaines de tonnes vers la Lune, Mars ou Vénus.

### Développement (1976 - 1987)

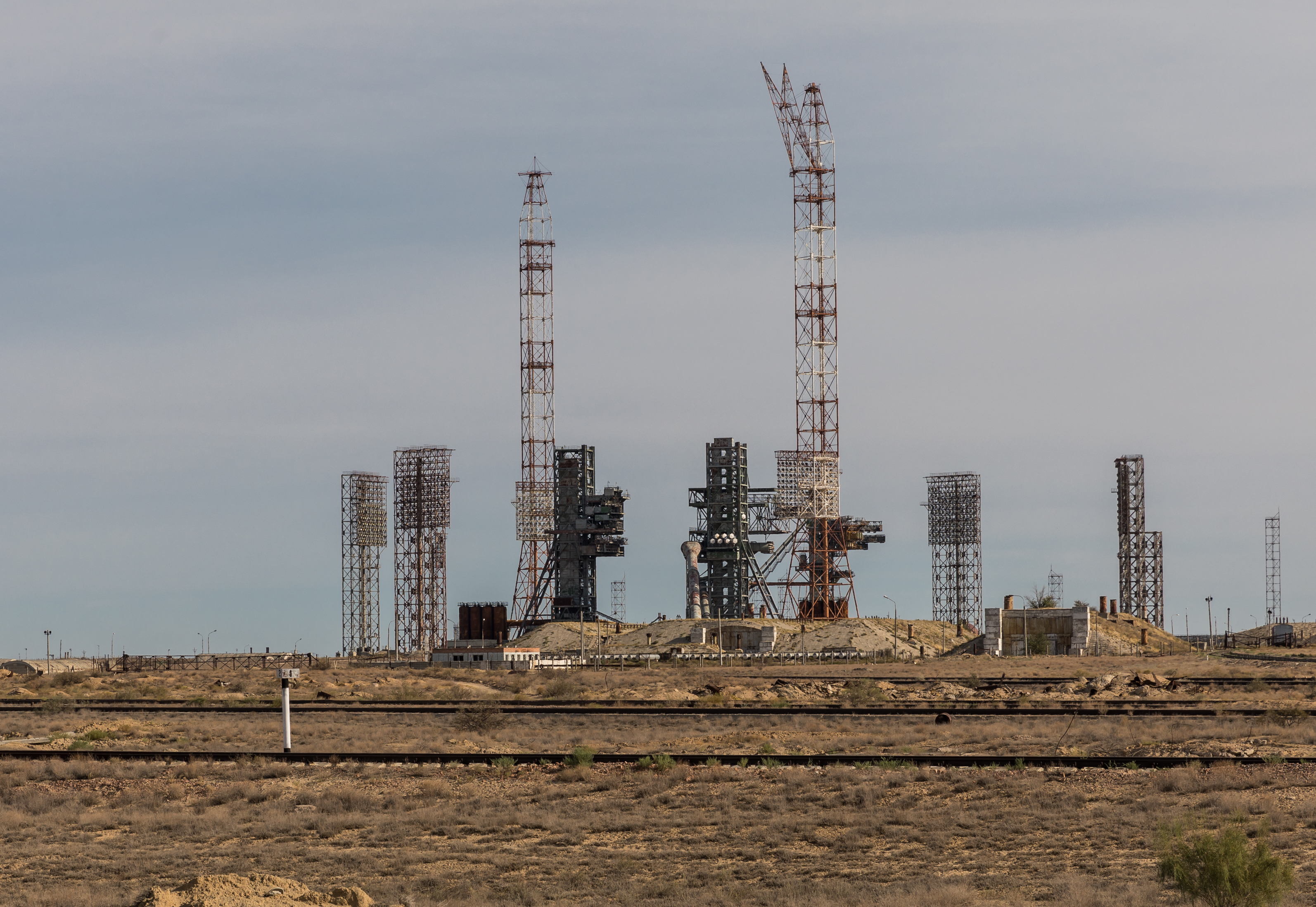
Pas de tir du lanceur Energuia au cosmodrome de Baïkonour.

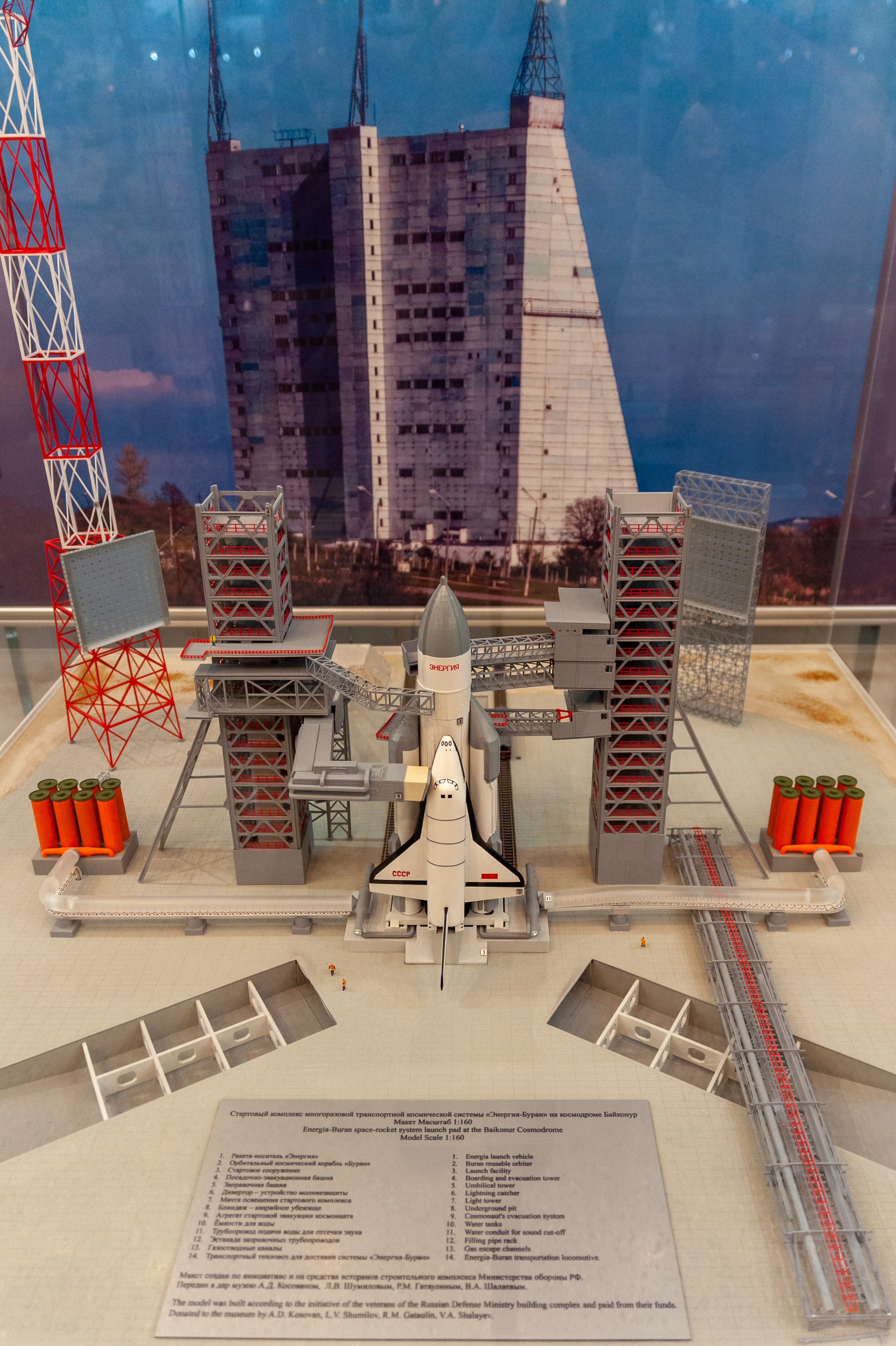
Maquette du complexe de lancement d'Energuia.

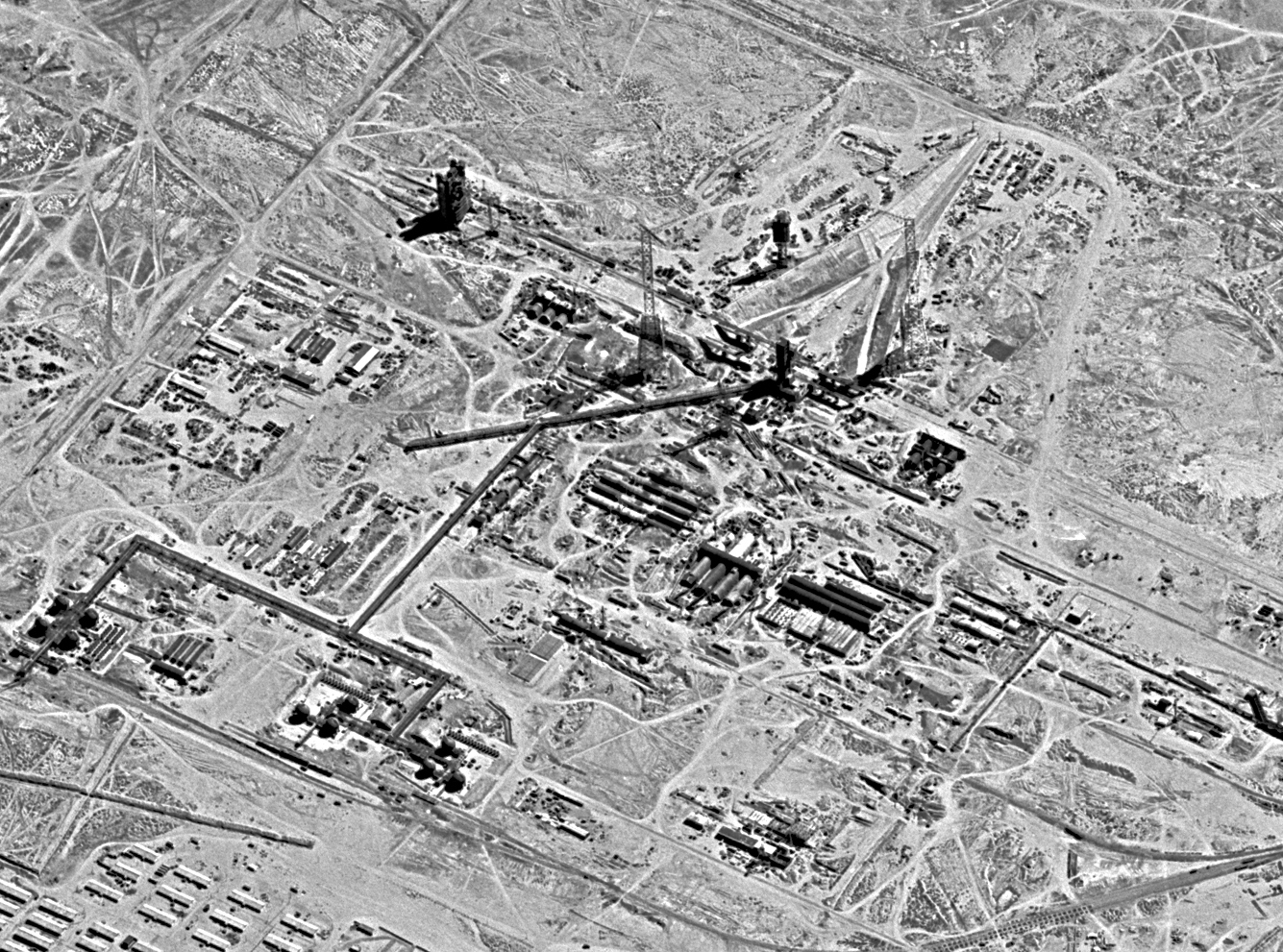
Photo du complexe de lancement 250, en construction, prise en août 1983 par un satellite de reconnaissance KH-9.

Le développement du lanceur rencontre plusieurs obstacles, entraînant des retards. Le développement du moteur à hydrogène RD-0120 est fastidieux, ce type de propulsion n'a jamais été expérimenté par les ingénieurs soviétiques, et sa puissance en ferait le deuxième moteur à hydrogène le plus puissant du monde, juste derrière le RS-25 américain. Le moteur RD-170 des blocs latéraux est également très complexe à développer : bien qu'ici les ingénieurs aient  l'expérience de ce mélange d'ergols liquides utilisé depuis 1957 avec le missile R7 puis Soyouz, ce moteur doit être le plus puissant moteur à ergols liquides de l'histoire. Ces moteurs doivent permettre de placer en orbite basse plus de 100 tonnes, devenant le deuxième lanceur de l'histoire de capacité d'emport, derrière la Saturn V.
Energuia est un lanceur qui se veut modulaire. Ses blocs latéraux sont développés pour pouvoir également servir de premier étage à un lanceur moyen, qui sera par la suite nommé Zenit-2 (Zenit-1 étant le nom du premier étage dans sa version bloc latéral). D'autres projets non concrétisés furent étudiés, comme la réalisation d'un lanceur léger à partir d'une version raccourcie d'un bloc latéral, ou encore la construction de versions encore plus lourdes du lanceur, comme Vulkan, composée d'un premier étage entouré de 6 blocs latéraux, qui aurait pu emporter d’hypothétiques missions habitées vers Mars, ou encore Ouragan, qui aurait dû être une version entièrement réutilisable du lanceur.
La version initiale d'Energuia était dès sa conception prévue pour être réutilisable. Dans un premier temps, seuls les blocs latéraux auraient dû être récupérés grâce à un système de parachutes, puis, l'étage central aurait été équipé des mêmes ailes que la navette Bourane pour pouvoir revenir en planant se poser au cosmodrome de Baïkonour. À terme, les blocs latéraux auraient aussi été équipés d'un tel système d'ailes, mais pliables cette fois. C'est cette ultime version qui fut dénommée Ouragan. Les moteurs RD-170 et RD-0120 ont été conçus avec l'objectif de pouvoir être utilisés pour réaliser une dizaine de vols orbitaux.
Il fut décidé dès le début du programme que le lanceur Energuia serait tout d'abord tiré du cosmodrome de Baïkonour, avant la construction d'un potentiel pas de tir à Plesetsk pour atteindre l'orbite polaire. Un choix s'offrait alors aux autorités, soit la construction d'un tout nouveau complexe de lancement avec ses bâtiments et ses pas de tirs, soit la réutilisation des anciennes installations du lanceur lunaire N1. C'est finalement cette dernière solution qui fut retenue, bien qu'elle ne présentait pas d'avantages par rapport à la première option. Les deux pas de tirs du lanceur sont complètement reconfigurés pour le nouveau lanceur, mais conservent leurs trois carneaux caractéristiques. De nouvelles tours d'accès au lanceur sont construites, comportant un petit train chargé de monter les cosmonautes à bord de la navette, et un toboggan permettant une évacuation rapide du personnel en cas de problème sur le lanceur.
Les premières pièces du lanceur sont acheminées à Baïkonour en Octobre 1980 par voie fluviale. Néanmoins, les éléments gigantesques composant l'étage central frôlent les ponts à moins de 50 centimètres, rendant impossible la livraison du lanceur en hiver ou lors des pluies. Pour éviter ce problème, un avion Atlante sera spécialement développé pour pouvoir accueillir les différents éléments du lanceur en attendant la mise en service de l'avion Antonov An-225, spécialement conçu pour le programme. Energuia est par la suite mise à feu plusieurs fois sur son stand d'essai, puis une maquette du lanceur sera transférée sur le pas de tir pour y effectuer diverses manipulations visant à vérifier le bon fonctionnement des installations.

### Carrière opérationnelle (1987 - 1988)

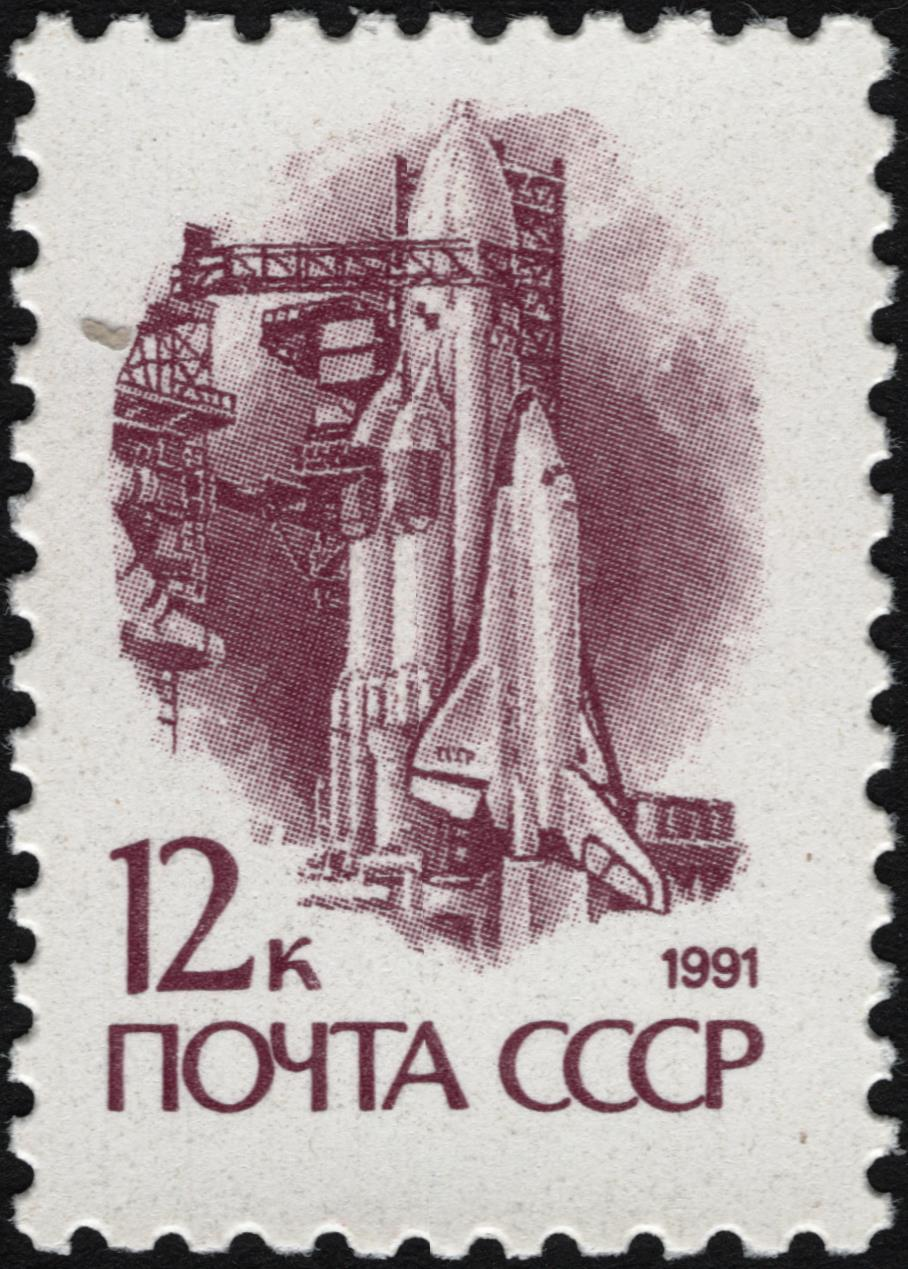
Energuia et Bourane sur le pas de tir, représentées sur un timbre.

Les retards s'étant accumulés au fur et à mesure du développement, le vol inaugural du lanceur est désormais prévu pour 1987. À l'été 1986, une réunion importante a lieu, devant définir la charge utile du premier vol du lanceur super-lourd. Zenit, lanceur basé sur les blocs latéraux d'Energuia, a souffert de plusieurs échecs lors de ses vols inauguraux, il n'est donc pas question pour les soviétiques de lancer une navette spatiale dès le premier vol d'Energuia, et de toute façon les navettes ne seraient pas prêtes à temps.

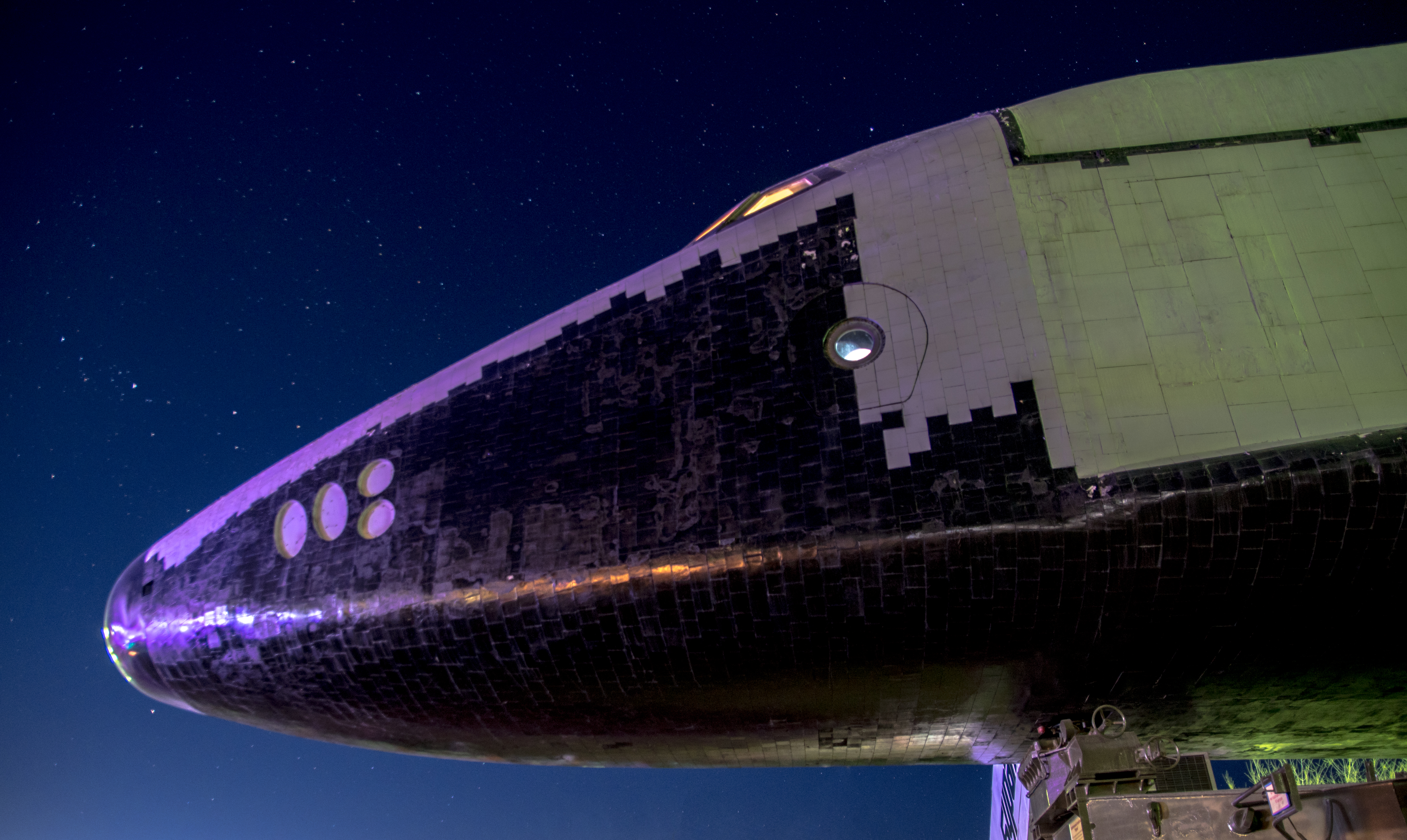
Exemplaire d'essai de la navette Bourane.

Il fut au début envisagé d'utiliser une version du lanceur équipé d'une coiffe latérale, et d'y placer environ 100 tonnes d'eau, ce qui permettrait de faire des expériences sur le déplacement de grandes quantités de liquide en orbite. Finalement, les autorités ordonnèrent que la charge utile du premier vol devra être un modèle d'essai des futurs stations militaires Skif. Le modèle d'essai, d'abord dénommé Skif-DM, sera ensuite renommé en Polious (« Pôle » en français). Devant être conçu en moins de 6 mois, Polious sera réalisé en utilisant beaucoup de composants d'autres programmes. La partie propulsive sera empruntée au vaisseau spatial TKS, lancé sur Proton. La particularité de Polious est de devoir être lancé à l'envers sur Energuia, les moteurs en position haute étant alors protégés par une coiffe noire. Afin de leurrer les autres pays, il sera inscrit « Mir-2 » sur le vaisseau pour cacher l'aspect militaire de l'engin, et faire croire à un module de station spatiale.

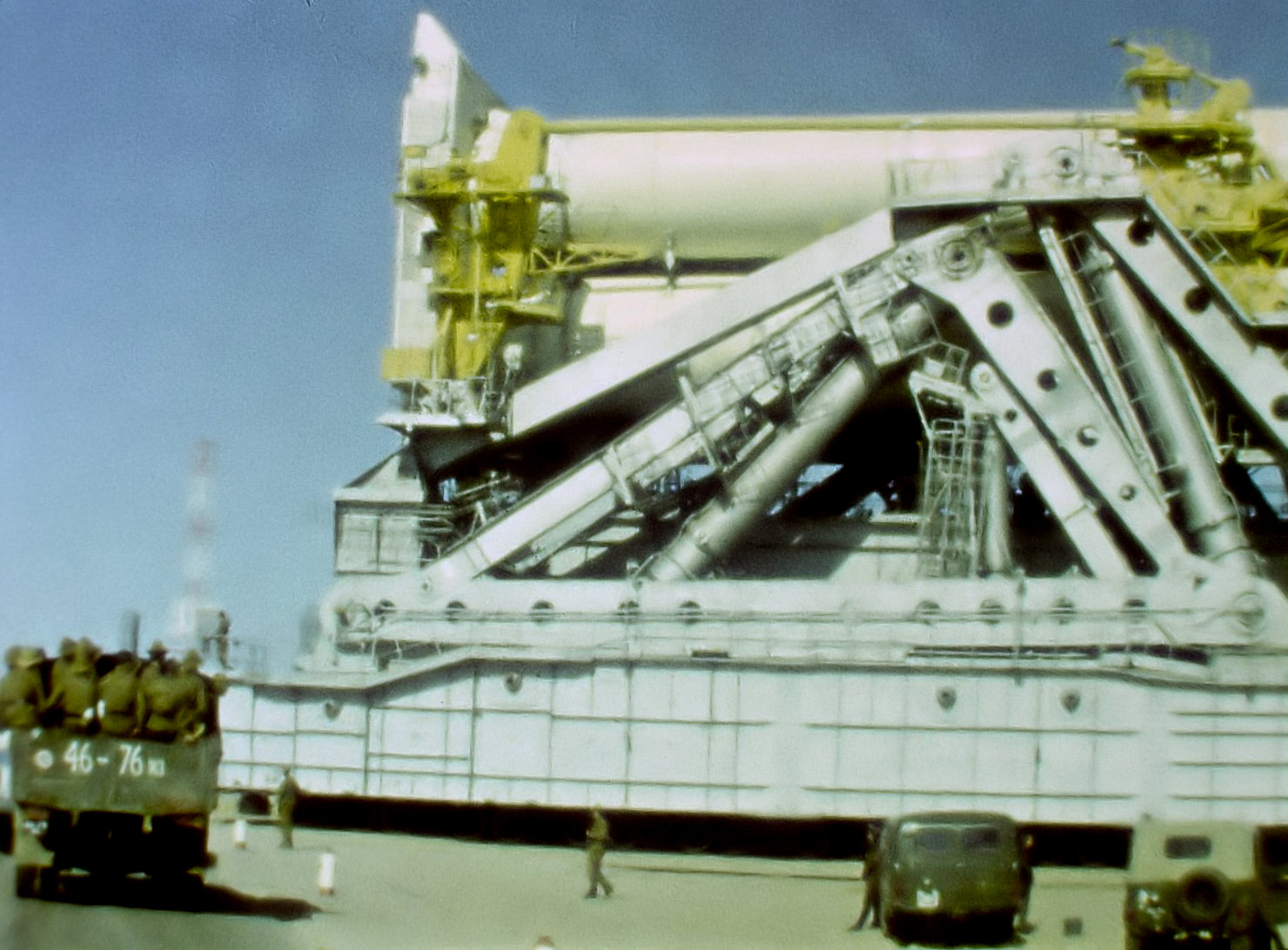
Transfert de la maquette d'Energuia M sur le pas de tir.

Le premier lanceur Energuia sera transféré sur le pas de tir en février 1987, mais en raison de divers problèmes techniques ne sera prêt au vol qu'au début du mois de mai. Le vol inaugural aurait dû se faire en présence du secrétaire général de l'URSS Mikhaïl Gorbatchov, mais le lancement fut reporté, prétextant un problème technique. La vraie raison de ce report étant que les ingénieurs craignaient un échec du lanceur devant le dirigeant de leur pays. Finalement, le premier vol d'Energuia a lieu le 15 mai 1987, et emporta Polious vers l'orbite. Au décollage, le lanceur se braque vers l'avant manquant de peu de perdre le contrôle de la poussée, avant que l'ordinateur ne réussisse à remettre le lanceur sur sa trajectoire de vol. La raison de cette déviation est due à l'ordinateur de bord, qui n'avait pas pris en compte la présence de Polious sur le côté du lanceur au décollage. Après un vol réussi, Polious se sépare du lanceur sur une trajectoire suborbitale, mais ne parvient pas à se placer en orbite basse à la suite d'une erreur d’interprétation de l'ordinateur du satellite. Il retombera tout comme l'étage central du lanceur dans l'Océan Pacifique, en ayant tout de même le temps de réaliser certaines expériences. Sur ce vol, les blocs latéraux du lanceur n'étaient pas récupérés, les compartiments des parachutes ayant été remplis par des instruments de mesure.

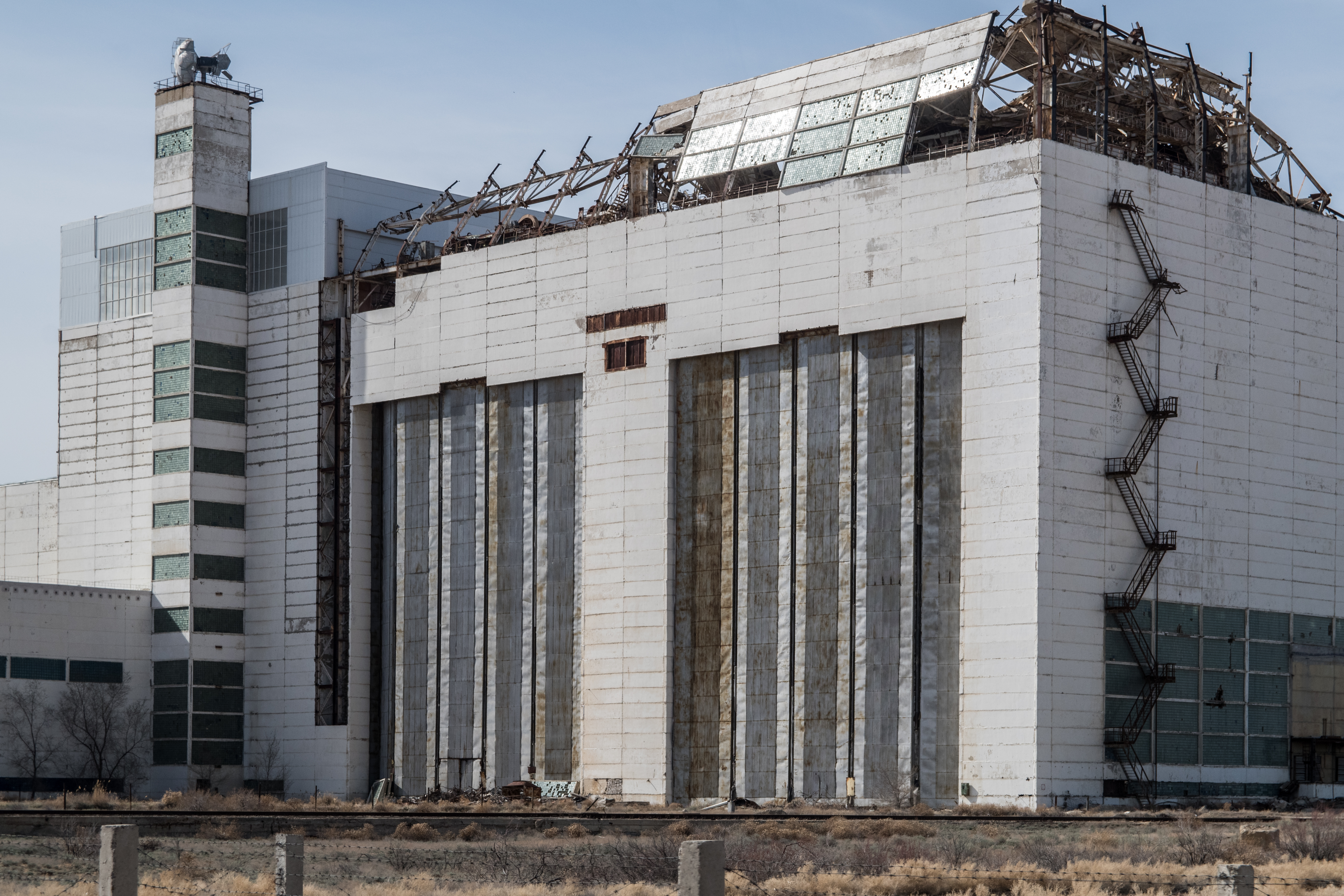
Hangar MIK effondré où était stockée Bourane OK-1.01, la seule à avoir volé en orbite.

Le vol inaugural ayant été un succès total pour le lanceur, le deuxième vol se fera donc avec une navette spatiale soviétique. La première à voler sera OK-1.01, initialement nommée Baïkal (« Байкал » en russe) puis renommée en Bourane (« Буран » ,« Blizzard dans la steppe » en russe). Après un long débat, il est décidé que ce premier se fera sans équipage, au contraire du premier vol de la navette américaine durant STS-1. Sur cette dernière, la présence d'un équipage est obligatoire pour assurer le pilotage de la navette, or, sur le véhicule soviétique, ce pilotage est réalisé de manière entièrement automatisée sur toutes les phases du vol (lancement, croisière en orbite, amarrage, largage de satellite, attrapage de satellite, rentrée atmosphérique et atterrissage). Bourane décolla finalement le 15 novembre 1988, et fut placée avec succès en orbite basse par Energuia. Après un vol de plusieurs heures durant lesquelles plusieurs simulations de manœuvres seront effectuées, OK-1.01 fera une rentrée atmosphérique d'une trentaine de minutes en se dirigeant vers le cosmodrome de Yasny, avant que l'ordinateur de bord ne décide d'un atterrissage au cosmodrome de Baïkonour.
Après le vol, il est découvert que la navette a perdu en tout une trentaine de tuiles thermiques, ce qui est moins que le chiffre de 50 qui avait été estimé. Par la suite, la navette sera présentée au Salon du Bourget sur son avion porteur An-225. Ce vol étant un succès total, plusieurs autres missions ont pu être envisagées :
- le troisième vol aurait dû voir la seconde navette voler, Bourya, pour un nouveau vol d'essai inhabité ;
- la navette Bourane, pour son deuxième vol, aurait ensuite pu réaliser un autre vol d'essai pour démontrer la possibilité de réutiliser une navette ;
- la navette Baïkal (OK-2.01) aurait dû être envoyée pour réaliser un amarrage à la station Mir, puis aurait dû faire les premiers vols habités ;
- par la suite, Energuia aurait pu emporter d'autres navettes spatiales, que ce soit OK-1.01, 1.02, 2.01, 2.02 et 2.03 ;
- la station spatiale Mir-2 aurait été assemblée en orbite par les différentes navettes soviétiques ;
- les différentes stations militaires Skif auraient pu être également envoyées en orbite basse par le lanceur ;
- plusieurs missions d'exploration du système solaire de plus de 10 tonnes auraient pu être envoyées vers le Soleil, Mercure, Vénus, la Lune, Mars et les astéroïdes ;
- les satellites de communications de plus de 13 tonnes Globis auraient pu être placés en orbite géostationnaire par le lanceur.

Néanmoins, après ce deuxième vol, le programme entier est gelé, faute de budget. En effet, en 1991, l'Union soviétique est dissoute, dissolution causée d'ailleurs en partie par le programme de par son prix exorbitant, et la crise économique qui en suit entraîne l'effondrement de l'industrie aérospatiale soviétique et l'arrêt définitif du programme. Les ingénieurs travaillent dans les années 1990 sur une version Energuia M allégée (réservoir central raccourci et seulement deux propulseurs d'appoint) permettant de placer 34 tonnes en orbite basse. Mais cette nouvelle version faute de débouchés et de moyens financiers pour la développer ne voit pas le jour, malgré le transfert d'une maquette du lanceur sur le pas de tir.
Seuls les moteurs RD-170 et quelques systèmes embarqués seront réutilisés par la suite sur d'autres lanceurs. Les bâtiments d'assemblage, l'avion porteur Atlante, les moteurs RD-120 et l'étage central, les plans de réutilisation, les navettes spatiales soviétiques, les transporteurs, les deux pas de tir complets et la zone de lancement entière sont abandonnés aux éléments. C'est ainsi qu'en 2002, le hangar où était stockée la navette Bourane, prête pour son deuxième vol, s'écroula. La navette fut détruite tout comme le lanceur Energuia sur lequel elle était attachée, tuant également 8 employés. Cela mis un coup d'arrêt définitif au programme, qui après avoir coûté plus de 700 milliards de roubles, n'aura permis de ne lancer que deux exemplaires. Le programme était trop ambitieux pour le pays, alors instable politiquement et financièrement.

De nos jours, Roscosmos déclare assez fréquemment étudier le bilan financier d'une potentielle reprise du programme, maintenant que l'aspect réutilisable du lanceur est devenu un facteur important, mais aucun de ces projets de relance n'a jamais vu le jour.

## Caractéristiques techniques

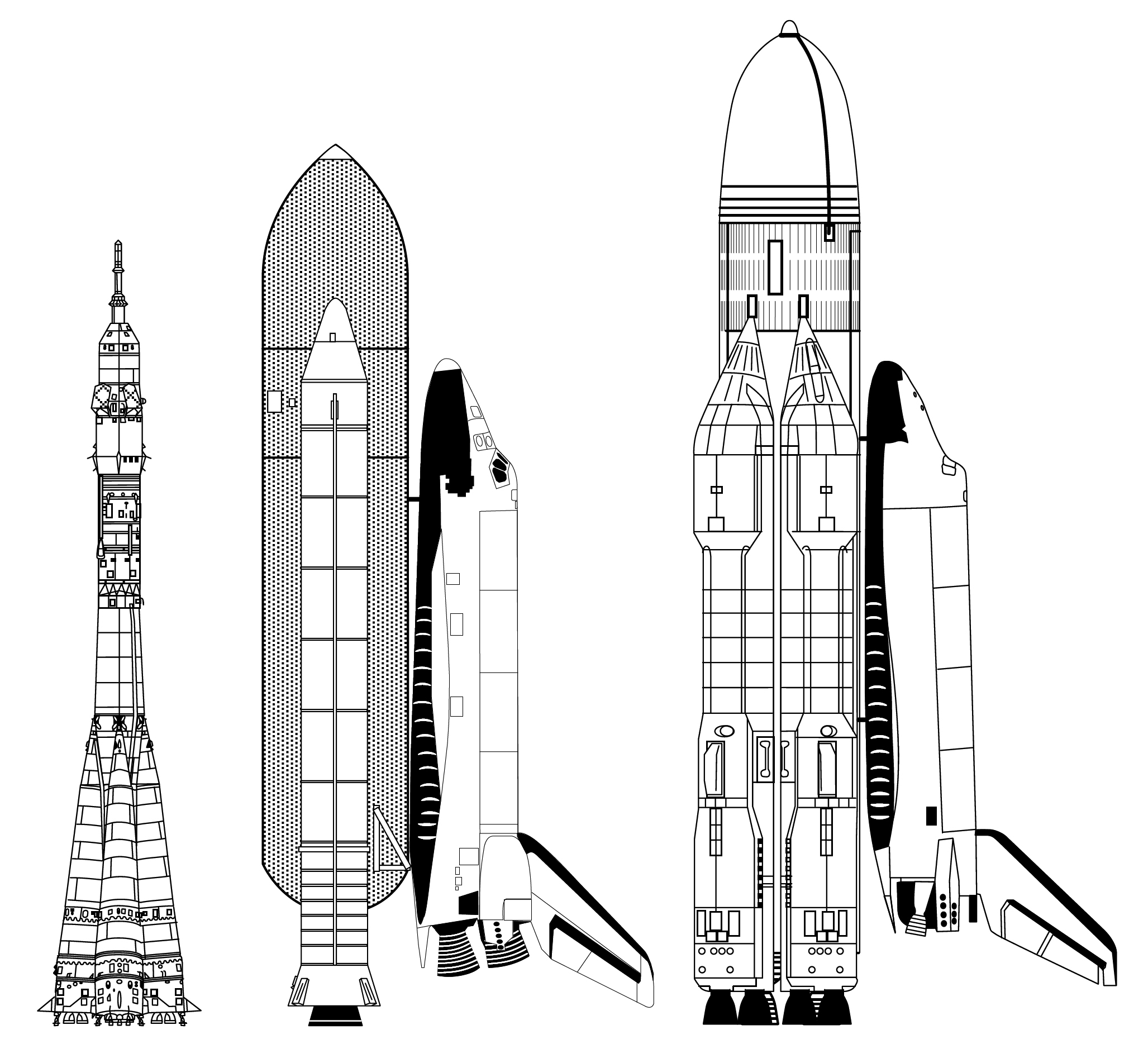
Comparaison d'Energuia avec STS et Soyouz.

Energuia est un lanceur composé de deux parties distinctes, quatre blocs latéraux rassemblées en deux paires de chaque côté du lanceur (l'ensemble est nommé Bloc A (Блок A)), et un étage central dénommé Bloc Ts (Блок Ц).

### Les 4 blocs latéraux (Blocs A)
Dans la version standard d'Energuia, quatre blocs latéraux entourent l'étage central au décollage. Chaque propulseur d'appoint d'un diamètre de 4,20 mètres pour une hauteur de 39,46 mètres a une masse de 372,5 tonnes pour une poussée au niveau de la mer de 7 259 kN. Les quatre propulseurs d'appoint ont donc au décollage une masse totale de 1 490 tonnes et une poussée de 29 028 kN. Chacun est propulsé par un unique moteur RD-170 de 7 903 kN de poussée brûlant un mélange de kérosène et d'oxygène. Sa poussée est modulable de 100 à 70 % en réduisant la pression dans la chambre de combustion. Le moteur comporte quatre chambres de combustion et quatre tuyères qui partagent deux turbopompes. L'axe de la poussée peut être orienté de 6,3° par rapport au centre à l'aide d'un système hydraulique qui fait pivoter de manière solidaire les tuyères. Le temps de combustion est de 128 secondes.

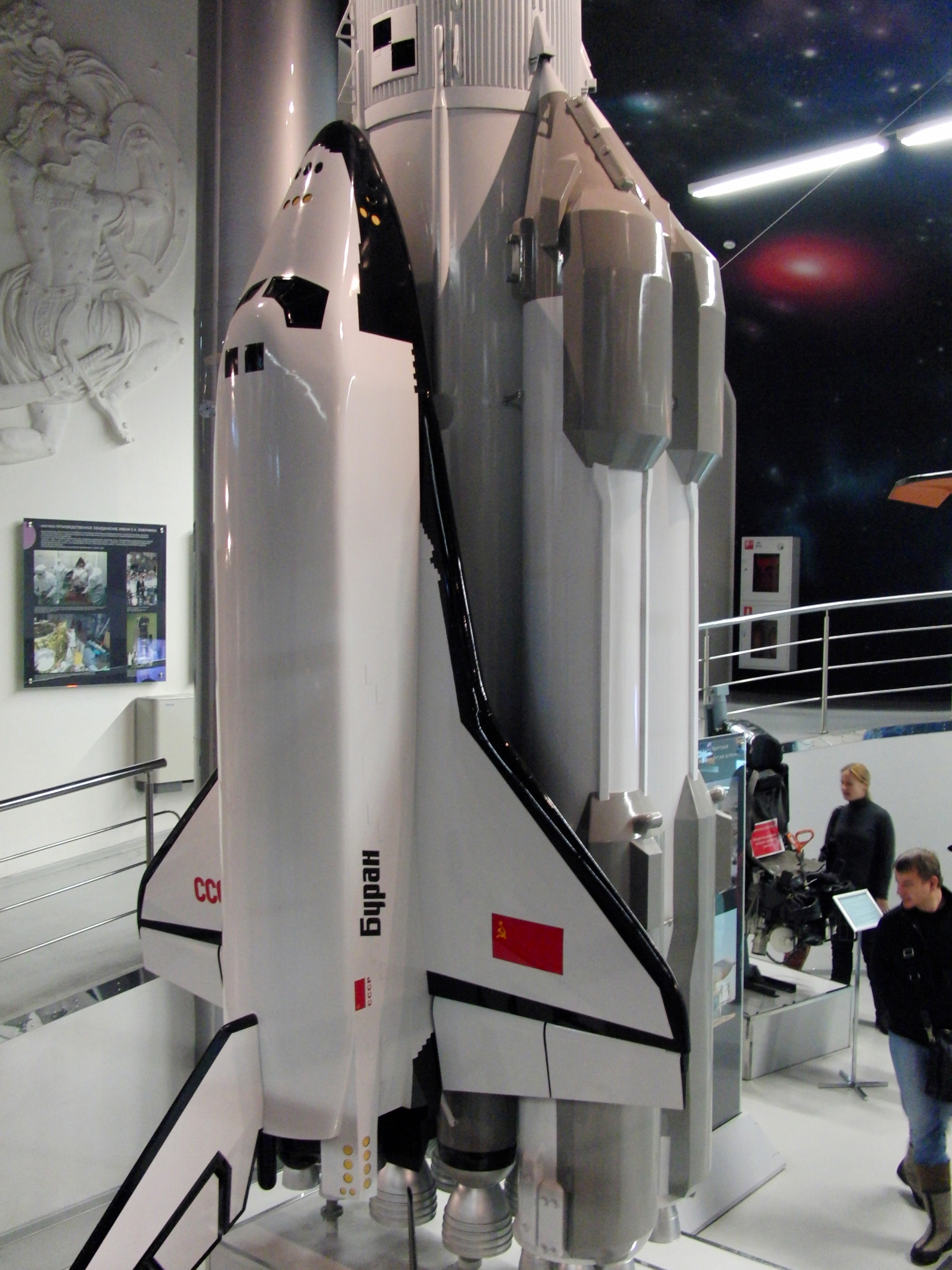
Maquette du lanceur avec la navette Bourane, où l'on aperçoit les blocs gris contenant le système de récupération des blocs latéraux.

Ces blocs latéraux présentent plusieurs particularités notables. Le RD-170 à sa base est le moteur à ergols liquides multi-chambres le plus puissant jamais développé, fournissant une poussée de 790 tonnes, qui n'est retransmise à l'étage central qu'uniquement via une rotule au sommet du bloc. En effet, à la manière du lanceur Soyouz, les blocs latéraux ne sont pas fixés au lanceur, mais simplement glissés dans des encoches sur le haut du premier étage. Ce système permet de simplifier la séparation des blocs ; quand il n'a plus de carburant, il tombe sous son propre poids, rien ne le retenant. Des propulseurs à ergols solides assurent tout de même une poussée latérale lors de la séparation, pour s'assurer que les blocs ne viennent pas percuter l'étage central. À leur base, les blocs latéraux sont attachés mécaniquement deux à deux, formant ainsi une paire, ainsi qu'au lanceur. Cette attache n'est présente que pour maintenir les blocs en place, et seules des forces latérales s'y appliquent, toute la poussée étant redirigée vers le haut du bloc.
La raison de ce regroupement des blocs par paire s'explique par plusieurs facteurs. Tout d'abord, cela permet une séparation moins chaotique et violente. Ensuite, cela permet ensuite à la paire d'utiliser sa portance pour se réorienter correctement pour son retour sur Terre, avant que la paire ne se sépare. Enfin, cela permet de réduire le nombre de rétrofusées, deux seulement par paire étant nécessaires.
Les blocs latéraux possèdent deux grandes structures foncées à la base et au sommet. Il s'agit des cases qui devaient contenir le système de récupération, à savoir les parachutes et les pieds d'atterrissage. Après la séparation de la paire de bloc, un parachute arrière aurait été déployé, commençant à ralentir le bloc, avant qu'un autre parachute situé dans la case avant ne s'ouvre. Enfin, les pieds d'atterrissages sont déployés, et le bloc atterrit à l'horizontale à Baïkonour. Il semble qu'aucun tentative de ce type n'ait été tentée durant la carrière d'Energuia.

### L'étage central (Bloc Ts)
L'étage central du lanceur est dénommé Bloc Ts, qui est constitué par deux très gros réservoirs qui font un total de 58,76 mètres de long pour 7,75 mètres de diamètre remplis d'hydrogène et d'oxygène qui sont brûlés par les quatre moteurs RD-0120 de l'étage. La masse totale est de 776 tonnes pour une poussée totale de 5 804 kN modulable de 25 à 114 %. Cet étage est mis également à feu au décollage mais il fonctionne durant 400 secondes.
Comme les autres étages à hydrogène dans le monde, l'étage est recouvert par une épaisse couche de protection thermique. Il s'agit du premier, et à ce jour du seul, moteur à hydrogène soviétique jamais réalisé. L'étage central est équipé sur la section inter-réservoir de quatre pièces dépassant, servant à accueillir la rotule située au sommet des blocs latéraux. L'ordinateur de bord général du lanceur est aussi situé dans cette section, et il peut être relié au sol lors de la préparation du vol grâce à un grand bras d'accès. Cet étage est toujours à ce jour le plus grand étage de fusée jamais réalisé par l'Union soviétique et la Russie.

### Les différentes configurations

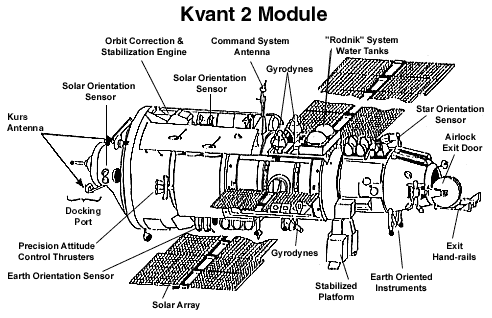
Exemple de module de la station Mir qui aurait pu être envoyé par le lanceur Energuia.

Energuia était un lanceur modulable, disponible en plusieurs versions spécifiques :
- tout d'abord une navette spatiale soviétique peut être installée sur son côté, afin d'effectuer des vols habités ou de permettre le retour de charges utiles dans sa soute. Cinq navettes sont prévues dont deux sont construites OK-1.01, OK-1.02 et trois n'ont pas été achevées OK-2.01, OK-2.02 et OK-2.03 ;
- les stations militaires Skif peuvent également être envoyées sur le côté du lanceur, comme ce fut le cas lors du lancement de Polious[4].

Ces charges utiles sont spécifiquement réalisées pour pouvoir être emportées par le lanceur. Pour pouvoir également emporter des charges utiles classiques, comme des sondes d'exploration ou des satellites de communications, une coiffe universelle fut développée. Mesurant plus de 40 mètres de haut, elle était également placée sur le côté du lanceur, et pouvait être équipée de plusieurs étages :
- une coiffe sans étage aurait permis l'envoi de charge utiles de plus de 100 tonnes en orbite basse, comme des modules de la station Mir-2 ;
- un deuxième étage dénommé LTK pouvait être ajouté à la base du module, réduisant la capacité d'emport à 88 tonnes et la longueur de la coiffe à 35 mètres. Cette configuration aurait été adaptée à diverses charges lourdes qui ne disposaient pas de propulsion ;
- l'étage LTK aurait pu être remplacé par un étage KRB, plus grand et puissant, réduisant la hauteur de la coiffe à 23 mètres. Cette version aurait pu emporter 19 tonnes en orbite géostationnaire, ou encore 29 tonnes en injection trans-lunaire ;
- À cet étage LTK, il aurait également pu être ajouté un étage supérieur dénommé BTK. Grâce à ce dernier, Energuia pouvait emporter 10 tonnes en orbite lunaire, 13 tonnes vers la planète Mars ou encore 6 tonnes vers le Soleil. Cette version aurait donc été utilisée majoritairement pour l'envoi de sondes d'exploration lourdes.

## Autres versions proposées

### Energuia M

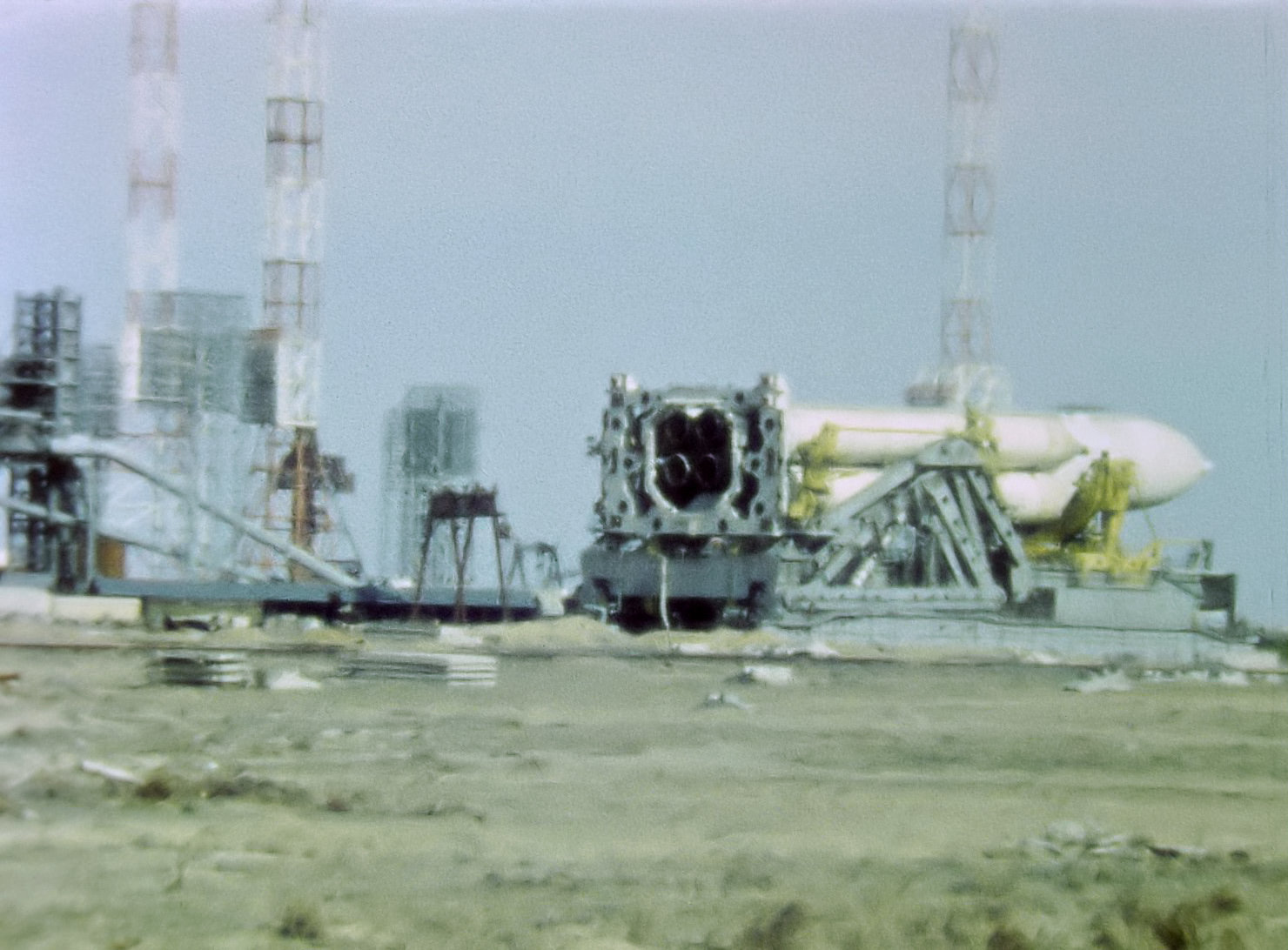
Transfert de la maquette d'Energuia M sur le pas de tir.

Dans les années 1980, les ingénieurs russes étudient une version allégée du lanceur, baptisée Energuia M, qui aurait pu par la suite remplacer le lanceur lourd Proton. Energuia M ne dispose que de deux blocs latéraux et son étage central est raccourci  passant de 58,77 mètres à 20 mètres et de 905 tonnes à 272 tonnes avec un unique moteur RD-0120. L'ensemble d'une masse de 1 022 tonnes permet de placer 34 tonnes en orbite basse. Un modèle destiné à tester les contraintes sur la structure est réalisé dans les années 1990 à partir de la première maquette d'Energuia qui avait été réalisée dans sa version classique, et le lanceur est proposé pour des vols commerciaux mais cette version n'intéresse aucun client. Par la suite Energuia-M est proposé comme alternative au lanceur russe Angara en cours de développement mais cette offre n'est pas retenue car Energuia, contrairement à Angara, est en partie construite en Ukraine.
La maquette du lanceur qui fut essayée sur le pas de tir se situe toujours aujourd'hui dans son bâtiment d'essai au cosmodrome de Baïkonour.

### Ouragan
Ouragan, parfois dénommée Energuia 2, aurait été une version entièrement réutilisable d'Energuia. L'étage central aurait dû être équipé d'ailes, les mêmes que celles des navettes spatiales soviétiques, et aurait pu revenir se poser sur une piste d'atterrissage du cosmodrome de Baïkonour, en vue d'être réutilisé par la suite. Les propulseurs latéraux auraient été équipés avec des ailes dépliables ainsi qu'un moteur atmosphérique, leur permettant de revenir également se poser au cosmodrome de Baïkonour, le tout formant ainsi un lanceur entièrement réutilisable.
Ouragan n'aurait pas décollé avec une navette spatiale, mais avec une coiffe placée au sommet. Au contraire des coiffes classiques, celle-ci serait restée solidaire du lanceur et refermée lors du retour du lanceur sur Terre, dans le but d'être réutilisée. Le projet fut abandonné en même temps que le reste du programme au début des années 1990.

### Vulkan
Le lanceur Vulkan aurait dû être un lanceur super-lourd, composé d'un étage central entouré de 8 blocs latéraux. Vulkan aurait pu placer plus de 300 tonnes en orbite basse, et envoyer plus de 50 tonnes vers Mars. Les blocs latéraux n'auraient néanmoins pas pu être récupérés après leur vol sur cette version. Cette version lourde fut abandonnée en même temps que le reste du programme.

## Les installations de lancement
Energuia décollait du même pas de tir que la fusée lunaire soviétique N-1, 10 ans plus tôt. Le hangar d'assemblage et le train transporteur d'Energuia avec sa charge utile est également le même.

## Energuia aujourd'hui

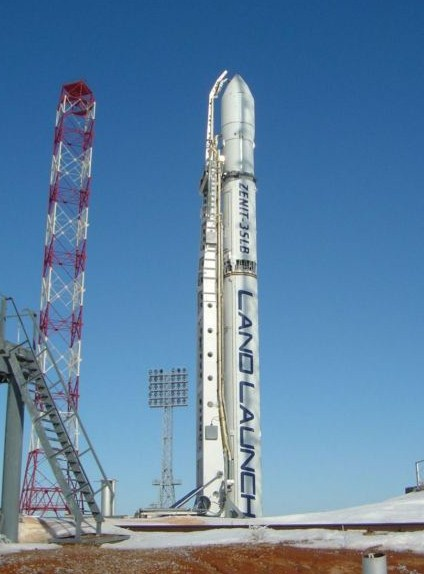
Lanceur Zenit, ayant pour 1^{er} étage un bloc latéral d'Energuia.

Bien que le programme Energuia/Bourane soit abandonné depuis le début des années 2000, plusieurs composants développés pour le programme sont toujours utilisés aujourd'hui sur différents lanceurs :
- les blocs latéraux du lanceur ont été développés dans le but de pouvoir être utilisés également comme premier étage du lanceur moyen Zenit-2, lancé depuis Baïkonour ainsi que du lanceur amélioré Zenit-3 depuis la plateforme Odyssey, en mer ;
- les blocs latéraux serviront également de modèle pour la réalisation du premier étage du lanceur Antares, réalisé en Ukraine ;
- le moteur RD-170 des blocs latéraux fut dérivé en de multiples versions qui équipent le lanceur russe Angara (RD-191), le lanceur sud-coréen Naro 1 (RD-151) et les lanceurs américains Atlas III et V (RD-180). À l'avenir, il devrait également équiper le premier étage du lanceur Soyouz 5 dans sa version RD-171MV ;
- des moteurs RD-120 du lanceur Zenit et des RD-0120 d'Energuia furent vendus à la Chine et servirent de base pour le développement des moteurs équipant la Longue Marche 5, 6, 7, 8 et 9 ;
- le système de parachutes développé à l'origine pour la récupération des blocs latéraux d'Energuia fut réutilisé pour pouvoir récupérer les propulseurs d'appoint d'Ariane 5 ;
- le projet Ouragan donnera naissance au propulseur Baïkal, réutilisable, qui pourrait équiper le nouveau lanceur Angara d'ici quelques années.

Le dernier exemplaire du lanceur construit, qui aurait dû servir à l'envoi de la navette Bourane pour son deuxième vol, fut détruit en 2002 lors de l'effondrement du hangar dans lequel il était stocké. Aujourd'hui, seule la maquette réalisée d'Energuia M est toujours entreposée à Baïkonour dans son bâtiment de stockage.
Diverses pièces du lanceur fabriquées pour de futurs exemplaires sont toujours visibles dans plusieurs endroits. Par exemple, un réservoir d'oxygène de l'étage central est toujours en place sur l'avion Atlante qui aurait dû le transporter au cosmodrome de Baïkonour.